# Panassac
 Panassac  là một xã thuộc tỉnh Gers trong vùng Occitanie tây nam nước Pháp. Xã này có độ cao trung bình 256 mét trên mực nước biển.

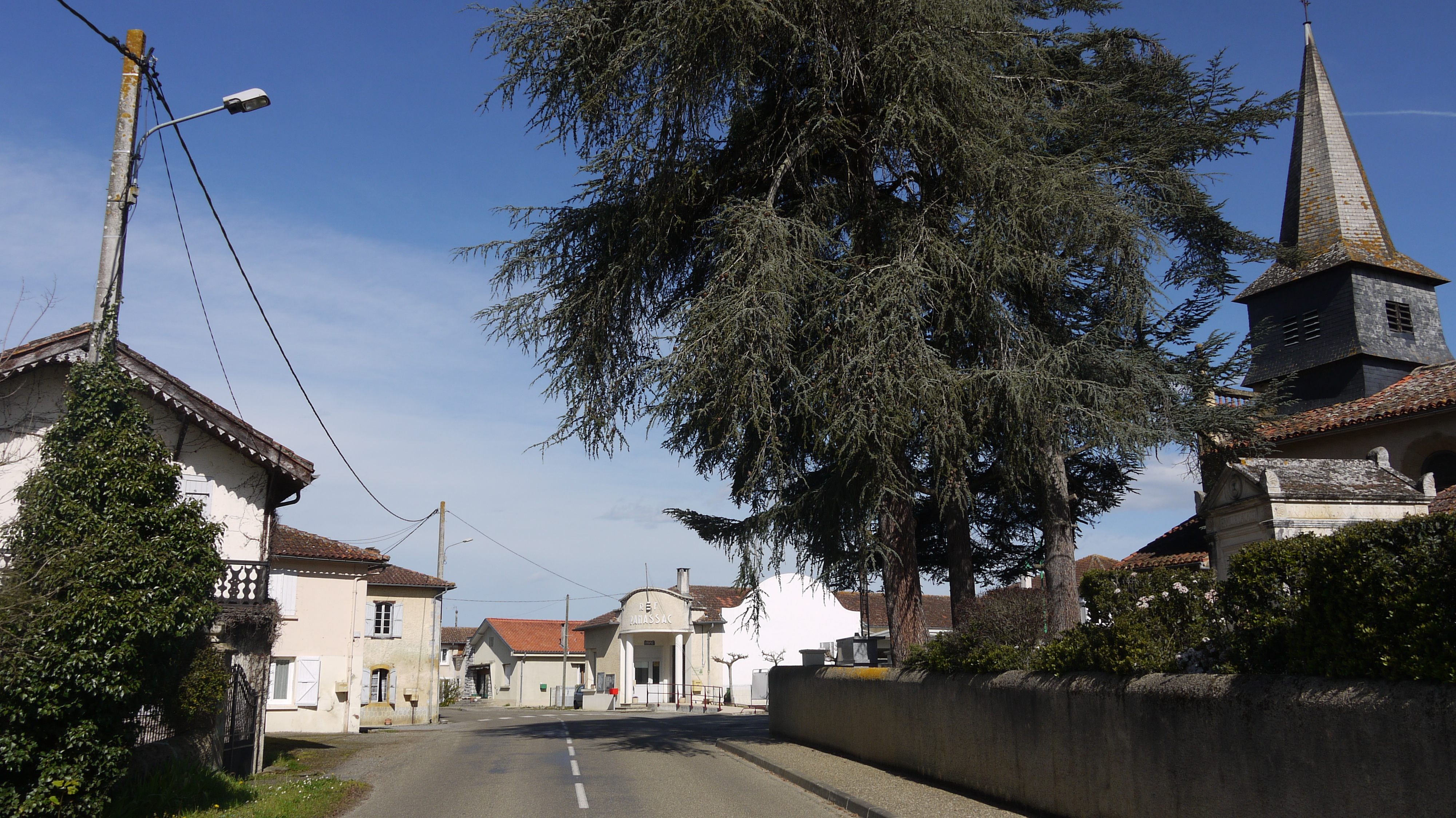
Panassac